# Gare de Gerlimpont
La gare de Gerlimpont est une gare ferroviaire belge de la ligne 132 de Charleroi à Treignes (frontière), située à la rue de Gerlimpont, dans le lieu-dit du même nom sur le territoire de la commune de Walcourt dans la province de Namur.
Petite halte voyageurs ouverte en 1906, elle a disparu lors du démantèlement du tronçon de la ligne 132, entre les gares de Gerlimpont et Senzeilles, en vue de la construction des lacs de l'Eau d'Heure au début des années 1970.

## Situation ferroviaire
Établie à 173 mètres d'altitude, la gare de Gerlimpont était située au point kilométrique (PK) 23,60 (tracé antérieur à 1973) de la ligne 132 de Charleroi à Treignes frontière, entre les gares de Walcourt et de Silenrieux.

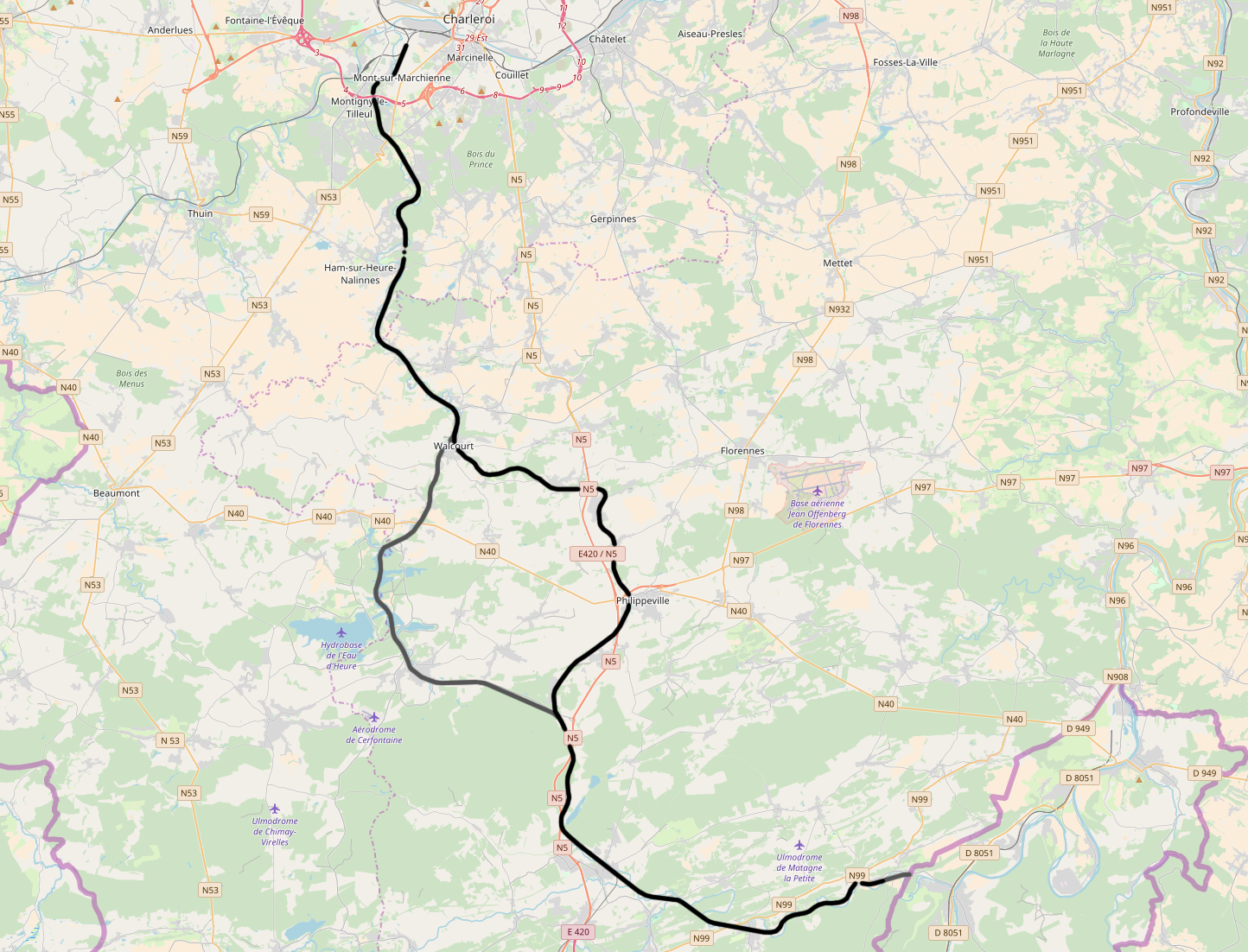
Le tracé d'avant 1970 (à gauche).

## Histoire
La halte de Gerlimpont est mise en service le 5 janvier 1906 entre Walcourt et Silenrieux.
Elle est provisoirement fermée au début de la Première Guerre mondiale, vers 1914, et rouverte après le conflit, le 7 janvier 1920.
Sa fermeture définitive a lieu, le 31 août 1970, lors de la fermeture du tronçon de Walcourt à Neuville-Sud du fait de la construction d'un barrage sur l'Eau d'Heure (Lacs de l'Eau d'Heure).
Depuis le bâtiment de la halte a été détruit, il se trouvait là où passe la route des Barrages (voir carte en haut à droite de l'article).